# Recurt
Recurt (okzitanisch: Arrecurt) ist eine französische Gemeinde mit 203 Einwohnern (Stand: 1. Januar 2022) im Département Hautes-Pyrénées in der Region Okzitanien. Sie gehört zum Kanton La Vallée de l’Arros et des Baïses im Arrondissement Bagnères-de-Bigorre. Die Bewohner nennen sich Recurtais.

## Geografie
Recurt liegt auf dem Plateau von Lannemezan zwischen den beiden parallel nach Norden strömenden Flüssen Baïse und Sole, etwa 28 Kilometer östlich von Tarbes. Nachbargemeinden sind Sabarros im Norden, Caubous und Laran im Nordosten, Gaussan und Monlong im Osten, Tajan im Osten und Südosten, Clarens im Süden und Südwesten, Galez im Westen sowie Galan im Westen und Nordwesten.

## Bevölkerungsentwicklung
| Jahr                       | 1962 | 1968 | 1975 | 1982 | 1990 | 1999 | 2006 | 2013 | 2020 |
| Einwohner                  | 299  | 279  | 253  | 243  | 235  | 201  | 188  | 179  | 217  |
| Quellen: Cassini und INSEE |      |      |      |      |      |      |      |      |      |

## Sehenswürdigkeiten
- Kirche Saint-Martin
- Kapelle Notre-Dame-des-Sept-Douleurs

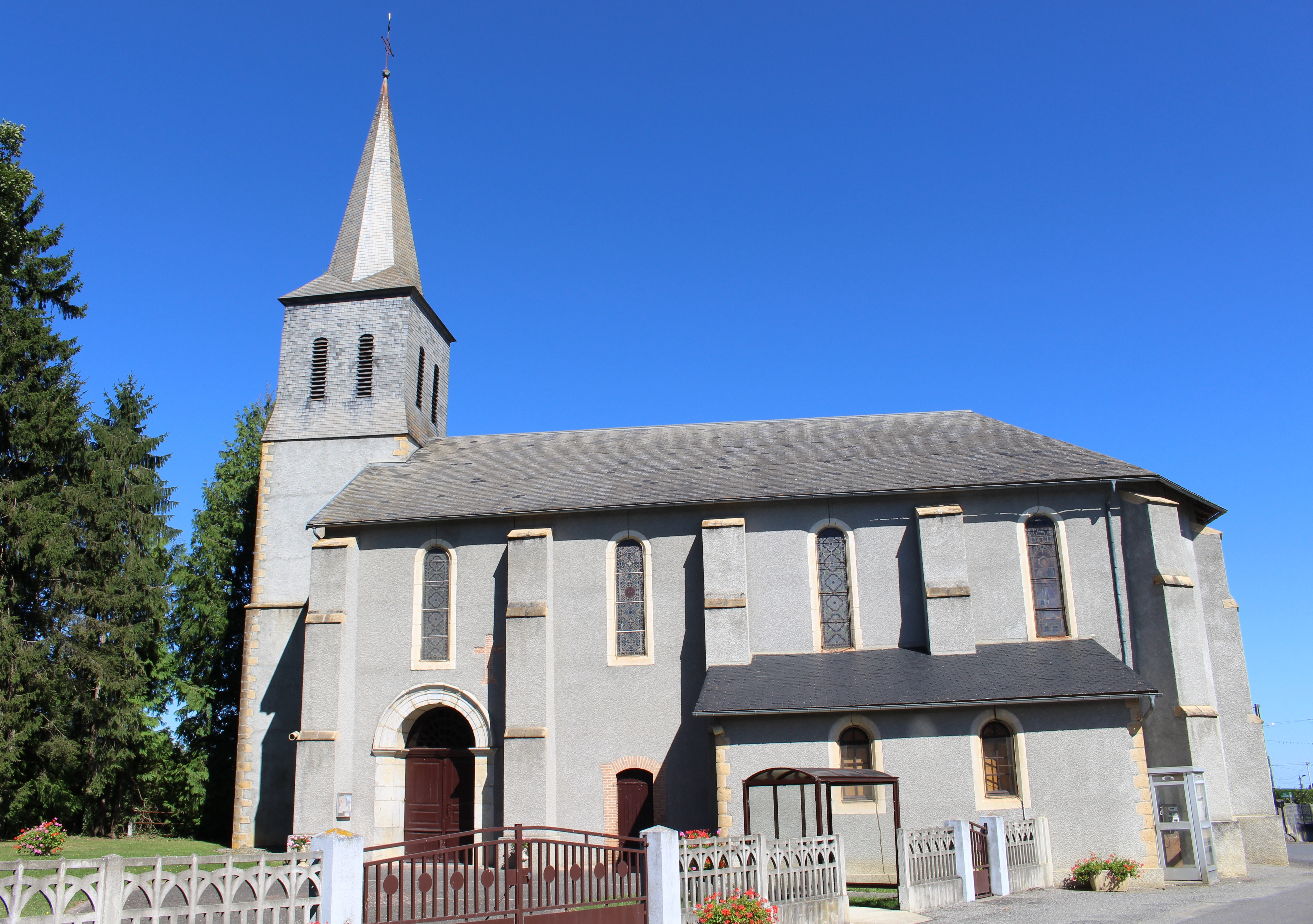
Kirche Saint-Martin
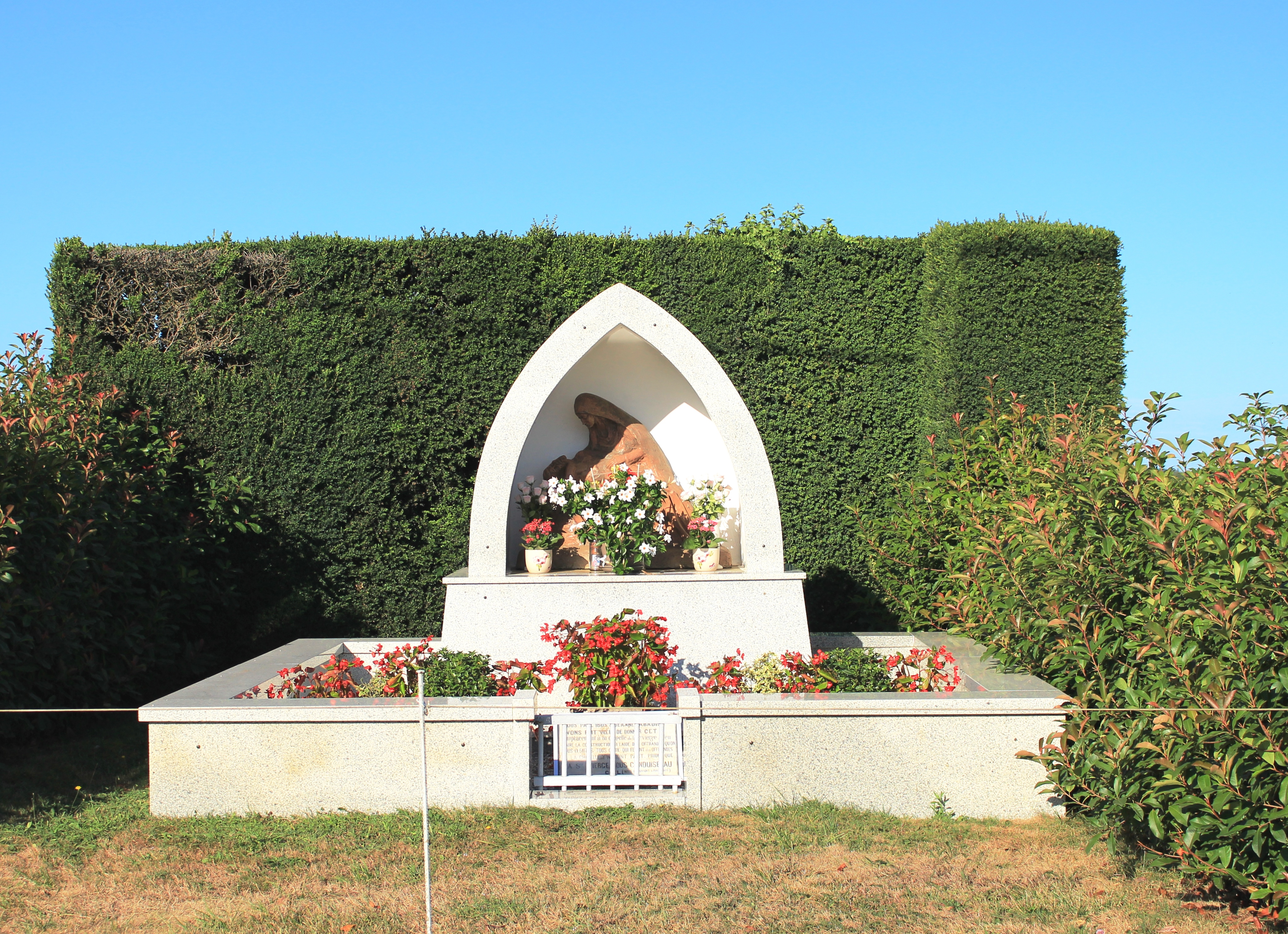
Kapelle Notre-Dame-des-Sept-Douleurs
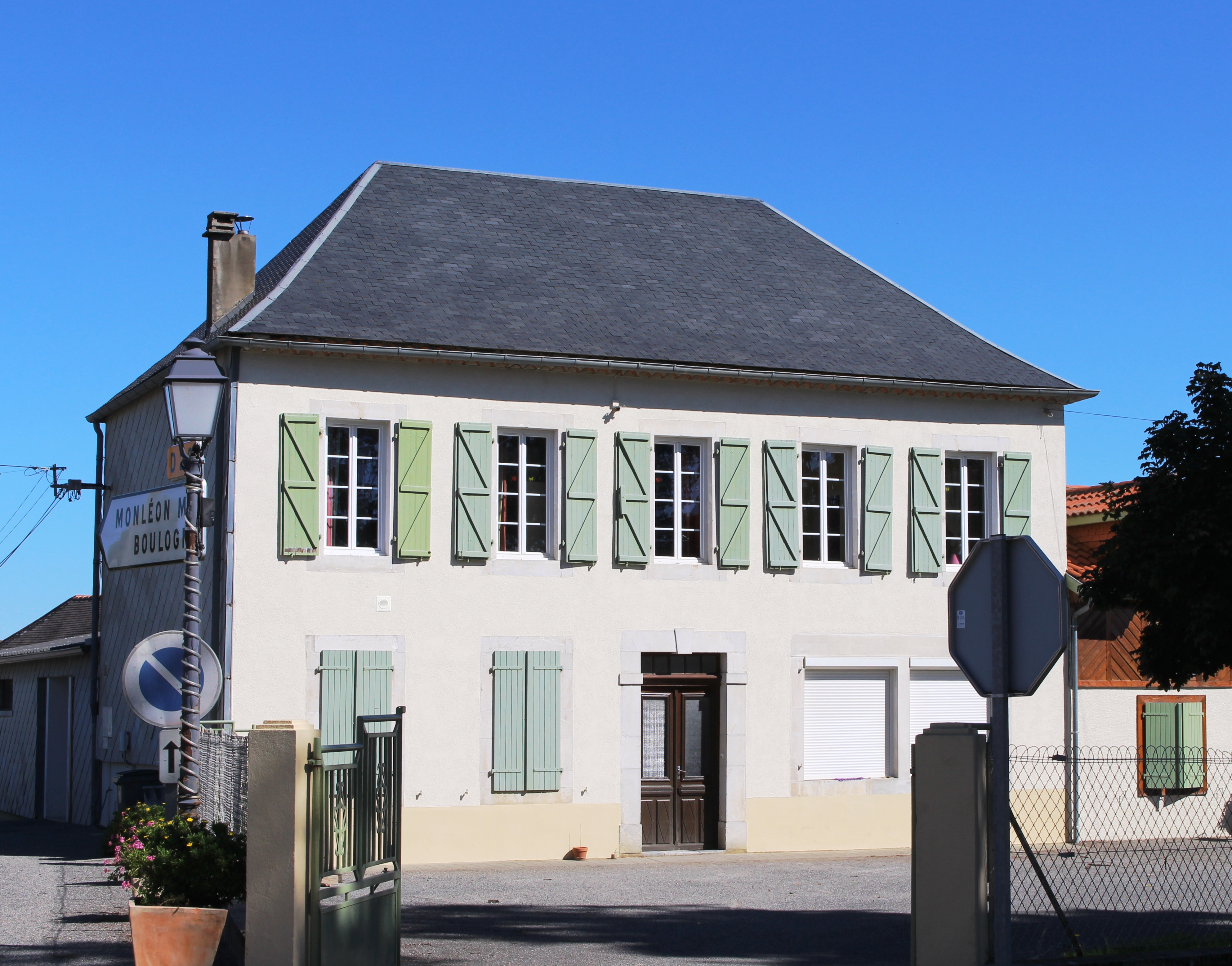
Schule
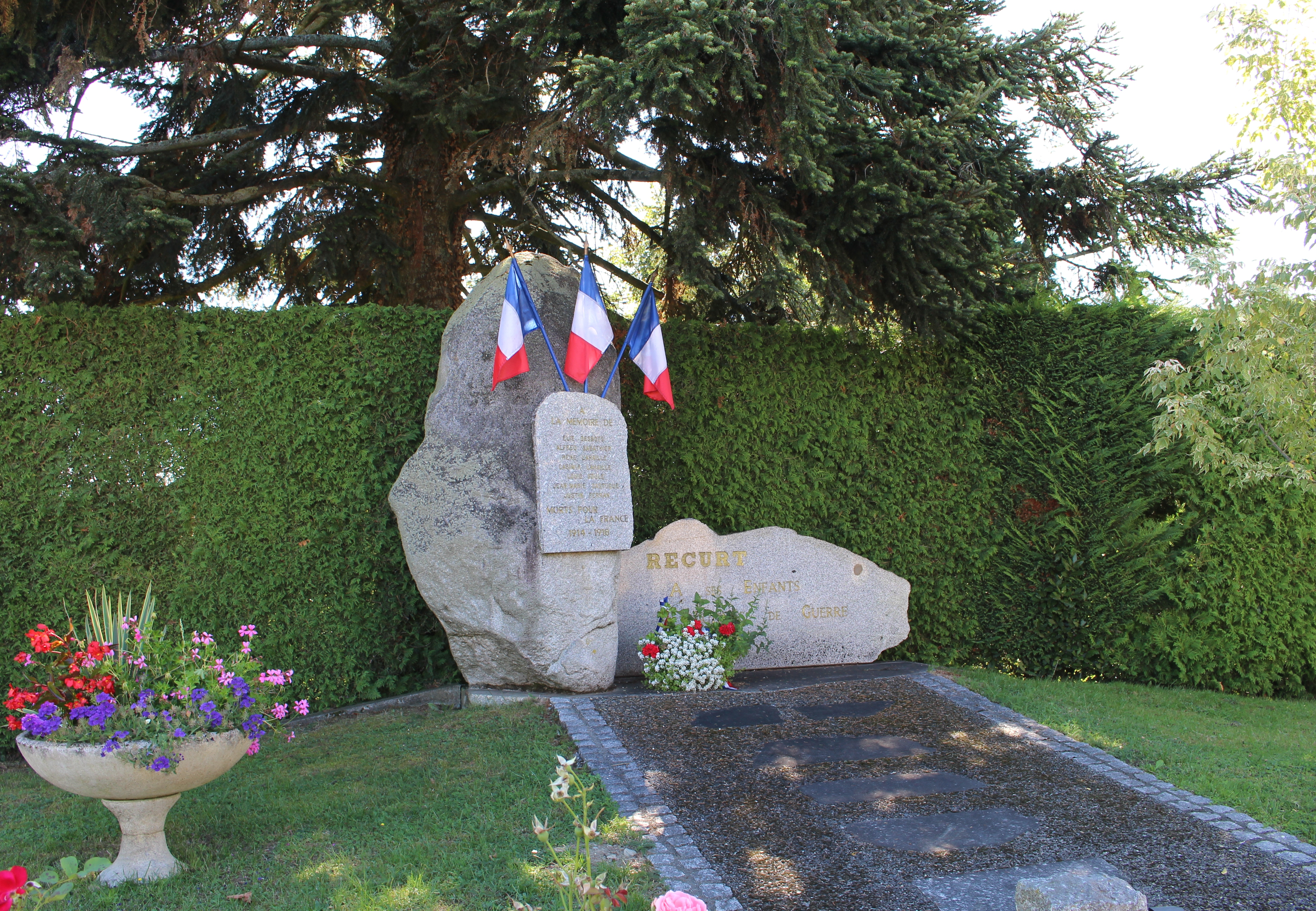
Gefallenendenkmal